# 全国労済労働組合連合会
全国労済労働組合連合会（ぜんこくろうさいろうどうくみあいれんごうかい、略称：労済労連（ろうさいろうれん）、英語：Federation of ZENROSAI Trade Unions、略称：ROSAIROREN）は、日本の労働組合である。日本労働組合総連合会（連合）、ユニ・グローバル・ユニオン（UNI）に加盟している。

## 概要
生活協同組合であり労働者自主福祉団体であるこくみん共済 coop （全労済）グループに組織する労働組合で構成している。
前身の協議会が1964年に発足し、1989年に連合体へと改組している。1994年に連合加盟。

## 加盟組合
- 全労済労働組合
- 再共済連労働組合
- 新潟県総合生協労働組合
- 全労済リブス労働組合
- 全労済アシスト労働組合
- 自動車共済労働組合
- 全労済システムズ労働組合
- 全労済ウィック労働組合
- スペース・ゼロ労働組合
- 全労済自治労共済労働組合